# Megachernes himalayensis
Espèce
Synonymes
- Chelifer himalayensis Ellingsen, 1914
- Megachernes sinensis Beier, 1932

Megachernes himalayensis est une espèce de pseudoscorpions de la famille des Chernetidae.

## Distribution
Cette espèce se rencontre en Inde, au Népal et en Chine.

## Étymologie
Son nom d'espèce, composé de himalay[a] et du suffixe latin -ensis, « qui vit dans, qui habite », lui a été donné en référence au lieu de sa découverte, l'Himalaya.

## Publication originale
- Ellingsen, 1914 : On the pseudoscorpions of the Indian Museum, Calcutta. Records of the Indian Museum, vol. 10, p. 1-14.